# Cymbalblomma
Cymbalblomma (Nolana paradoxa) är en potatisväxtart som beskrevs av John Lindley. Cymbalblomma ingår i släktet cymbalblommor, och familjen potatisväxter. Arten förekommer tillfälligt i Sverige, men reproducerar sig inte.

## Bildgalleri

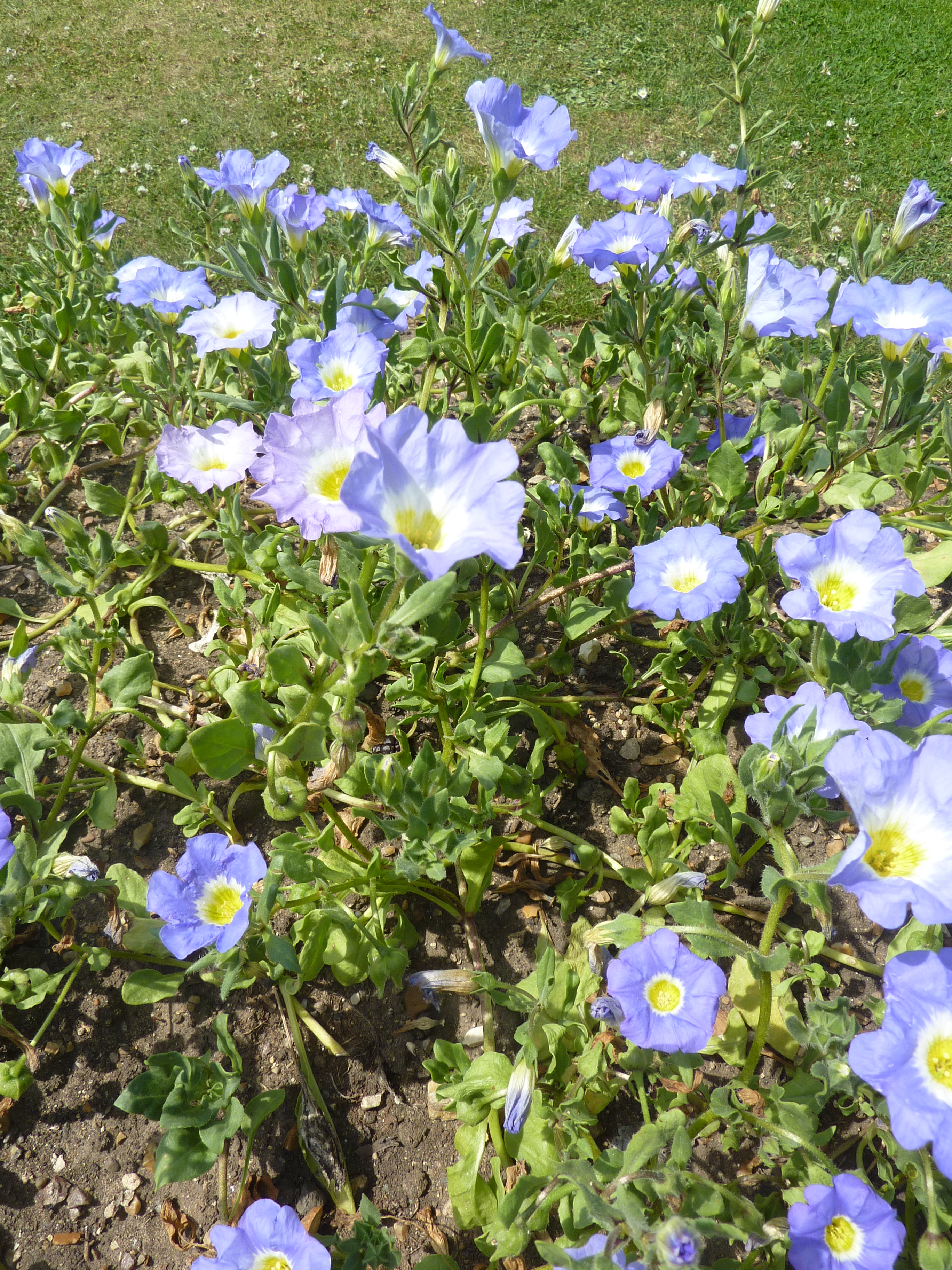
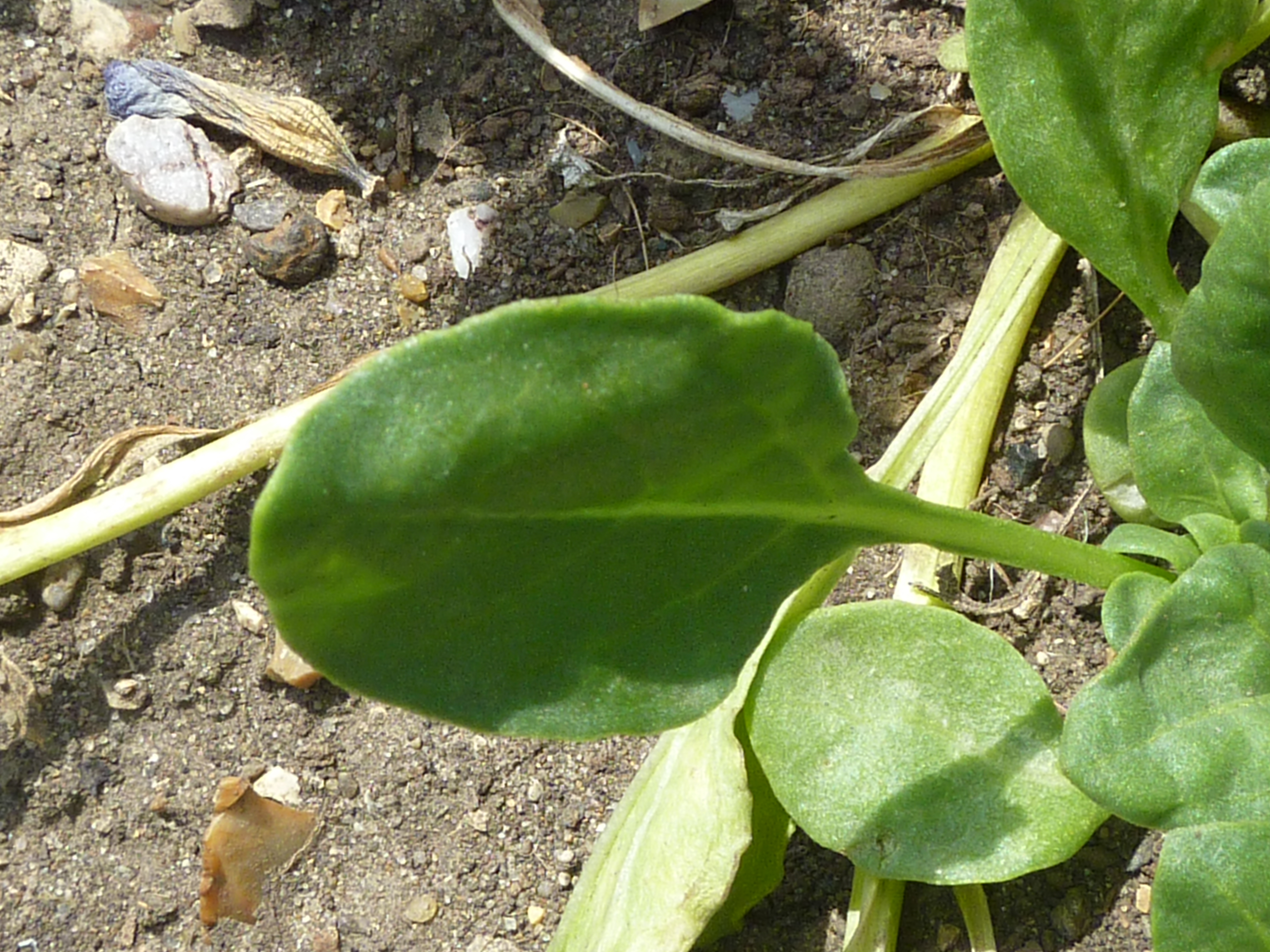
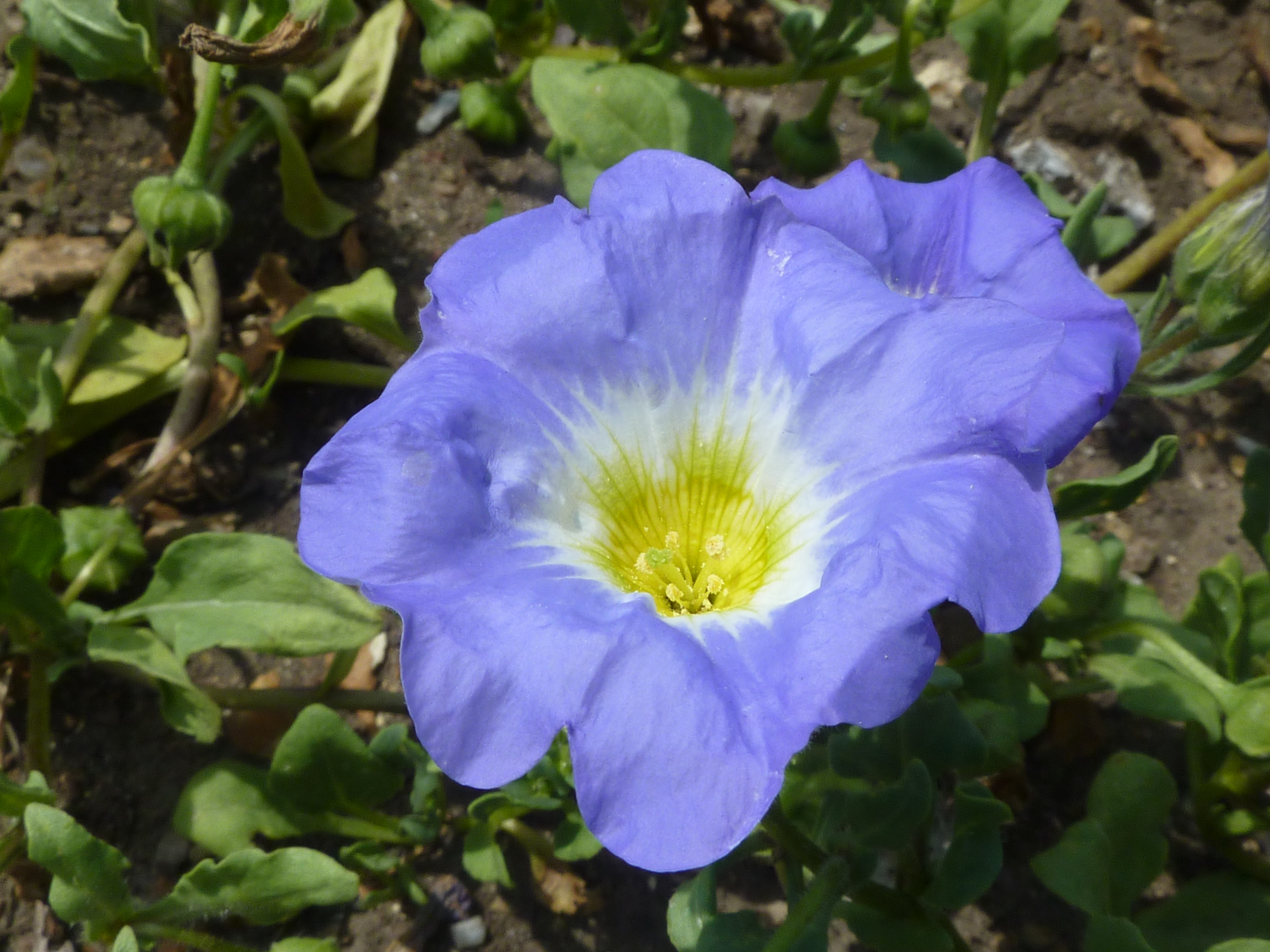